# Perigonia pallida
Perigonia pallida is een vlinder uit de familie van de pijlstaarten (Sphingidae). De wetenschappelijke naam van de soort werd in 1903 gepubliceerd door Lionel Walter Rothschild & Heinrich Ernst Karl Jordan.

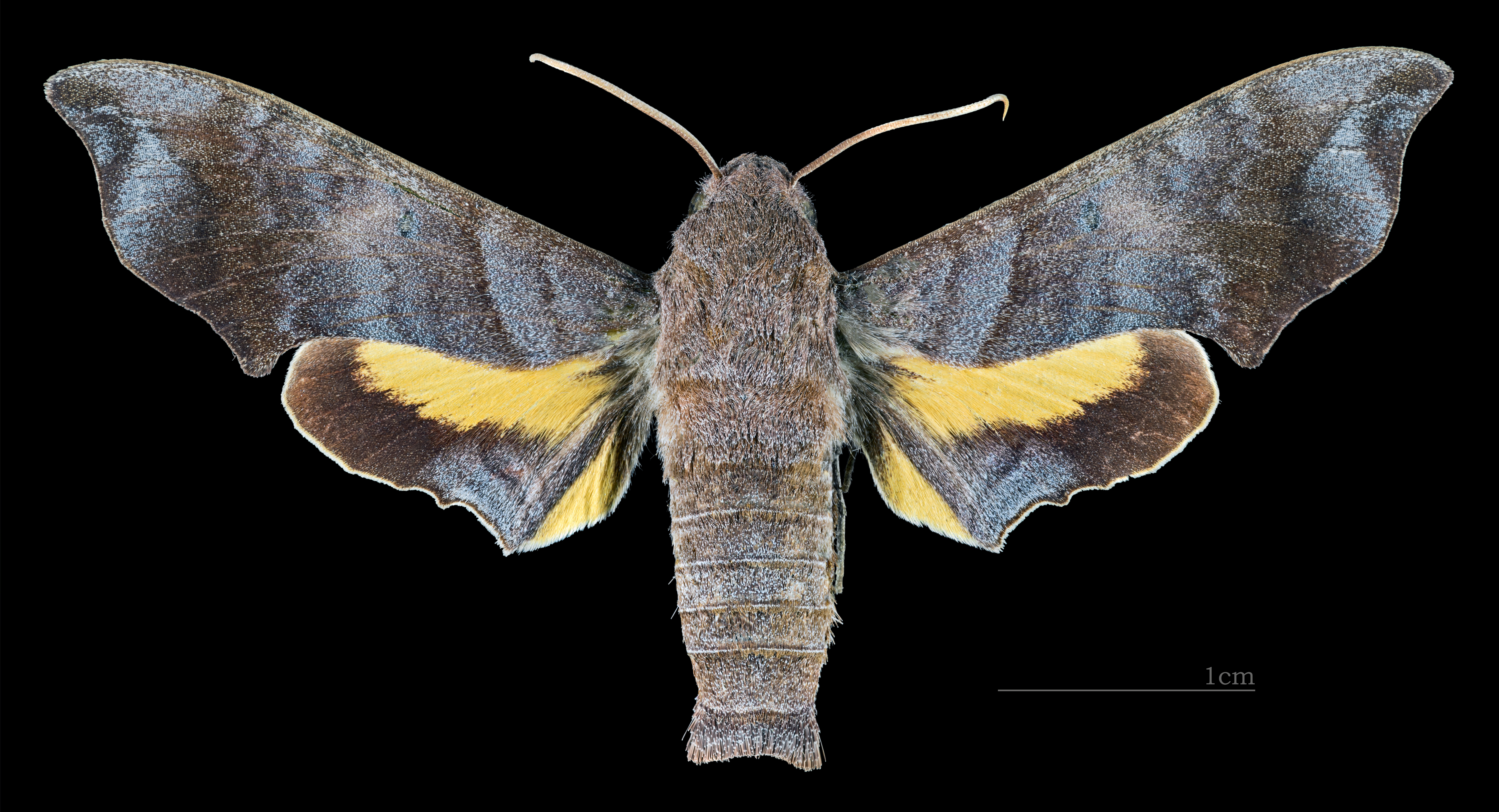
Perigonia pallida ♀
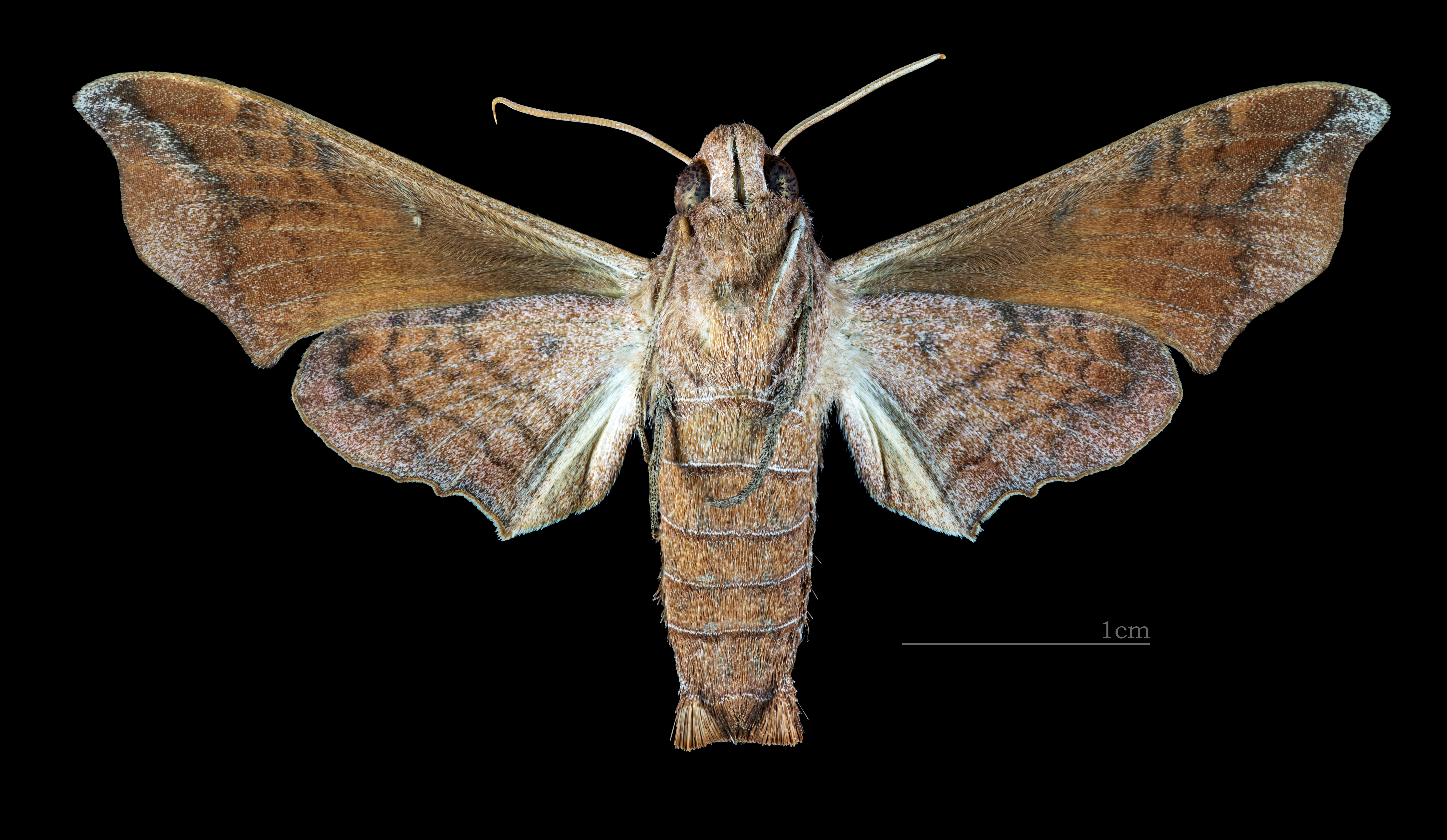
Perigonia pallida ♀ △